# 姜英
姜英（1963年7月19日—），山東榮成人，出生地辽宁鞍山，前中國女排隊主攻手，身高1.78米，以心理素質好，臨場發揮穩定見稱，擅長攔網、扣球，是中国女排80年代五連冠時的選手。

## 个人故事
姜英于1963年出生于山東榮成，在沈阳上小学后开始打排球。1977年进入辽宁排球队，1981年进入国家青年排球集训队，1982年进入国家排球集训队。姜英随中国女排多次获得世界大赛冠军。
姜英于1988年退役，后进入辽宁大学短暂学习，之后前往澳大利亞定居并担任南澳大利亚体育学院女排助理教练，一年后转任主教练，率队多次获得澳大利亚女排联赛冠军。姜英还曾短暂担任过澳大利亚女排队的主教练，是继郎平之后，成为第二个执教外国国家排球队的中国人。

## 主要成绩
- 1984年夏季奧林匹克運動會排球比賽冠军